# Hydrure d'hafnium(II)
L’hydrure d'hafnium(II), ou dihydrure d'hafnium, est un composé chimique de formule HfH2. À l'instar de l'hydrure de zirconium(II) ZrH2, il cristallise dans le système tétragonal selon le groupe d'espace I4/mmm (no 139). C'est un précurseur pour l'obtention d'hydrures supérieurs, les polyhydrures d'hafnium étant étudiés pour leurs propriétés supraconductrices à pression élevée,. Les barres de contrôle à base d'hydrure d'hafnium sont également étudiées comme modérateurs plus performants que celles à base de carbure de bore B4C pour les réacteurs nucléaires à neutrons rapides.